# Eudore Soulié
Pour les articles homonymes, voir Soulié.
Eudore Soulié, né le 1er décembre 1817 à Toulouse, mort le 29 mai 1876 à Versailles, est un historien de l'art et conservateur de musée français.
Il présente la particularité d'être historiquement le premier conservateur du château et musée de Versailles, où il est détaché à partir de 1850.

## Biographie
Eudore Soulié commence son activité professionnelle en 1838 comme simple commis au musée du Louvre. Il obtient ce poste par l'entremise de son père, bibliothécaire à l'Arsenal et directeur du journal royaliste La Quotidienne.
La bibliothèque de l'Arsenal est alors le rendez-vous des grandes figures du romantisme français et Eudore Soulié y rencontre des personnalités telles que Charles Nodier, Victor Hugo ou encore Alexandre Dumas. Un témoin de l'époque le décrit comme « bon et aimable […] se tenant bien timidement à l'écart, grand, mince, la vue basse et tout effaré ». Amateur de peinture, il est familier du peintre Célestin Nanteuil.
Au Louvre, il lie connaissance avec Philippe de Chennevières, de trois ans son cadet, qui lui voue une grande amitié, le décrivant comme « un homme à idées, un rêveur utopiste, à la curiosité toujours en éveil ». Le 24 mars 1848, Soulié est nommé à la chalcographie du Louvre dont il réalise en grande partie le catalogue des planches gravées. Il y occupe le poste de conservateur adjoint à partir de décembre 1848. La même année, il participe à l'installation du Conservatoire des musées et en devient le secrétaire. 
C'est en 1849 que survient un évènement déterminant dans sa vie professionnelle : le comte Émilien de Nieuwerkerke est nommé directeur général des musées nationaux. Soucieux de réorganiser toutes les institutions dont il a la charge, Nieuwerkerke détache Soulié à Versailles en 1850 pour qu'il y gère la conservation sur place. La situation est jusqu'alors inusitée puisqu'à l'époque, Versailles dépend du Louvre et est administré depuis Paris. Eudore Soulié occupe cette nouvelle fonction sous différents titres jusqu'à sa mort : d'abord détaché, il est ensuite autorisé verbalement à prendre le titre de conservateur (1854), puis nommé formellement en 1867. À cet égard, Eudore Soulié est historiquement le premier conservateur de Versailles.

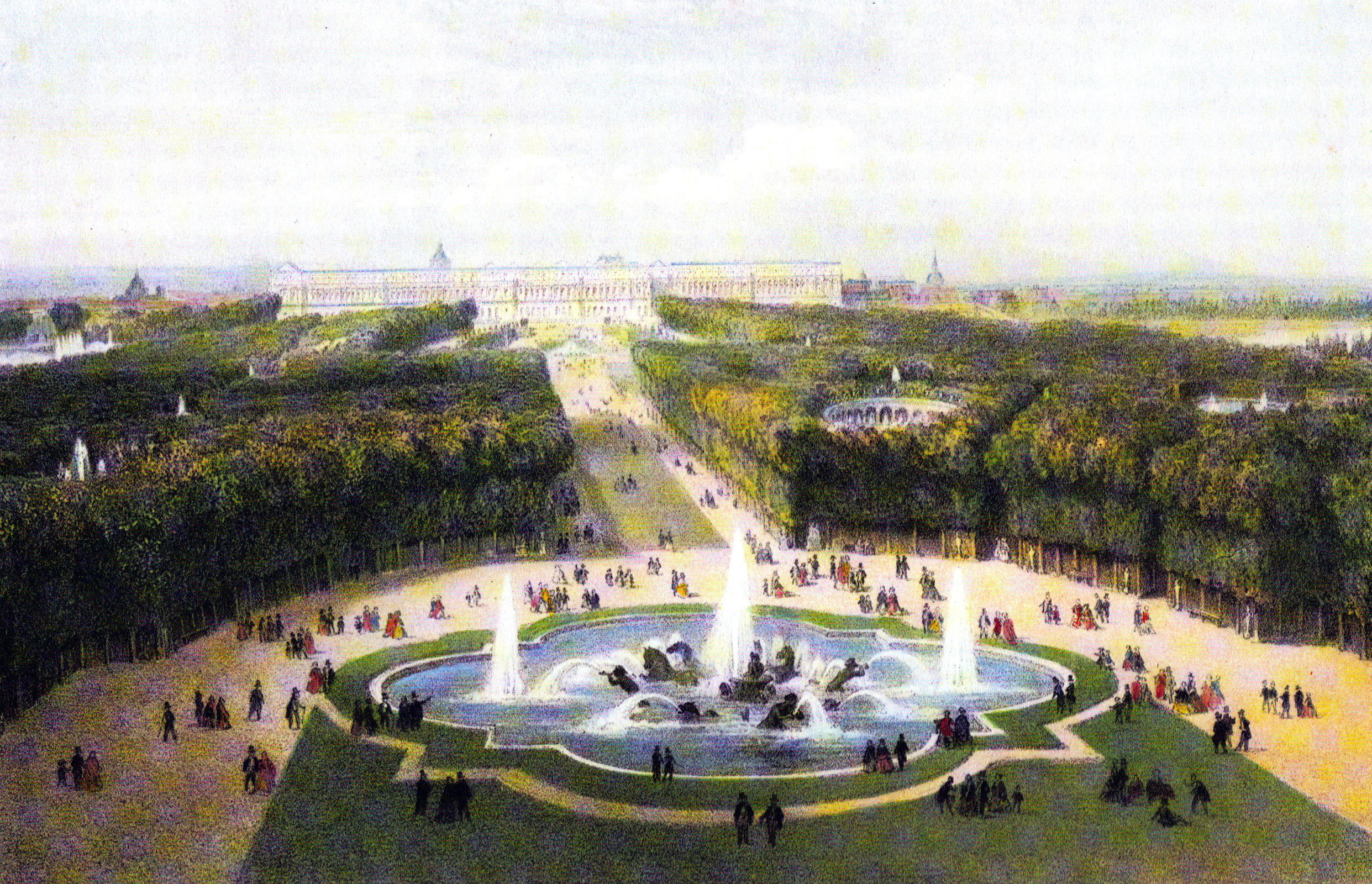
Vue de Versailles vers 1860.

Les vingt-six années passées par Soulié dans l'ancien domaine royal sont marquées par une volonté constante de préserver l'harmonie des salles — ou de ce qu'il en reste — dans un palais vidé de ses collections historiques. Il use en permanence de persuasion, de réitérations, de ses contacts directs avec Nieuwerkerke pour obtenir ce qu'il veut ou, plus souvent, éviter ce qu'il ne veut pas (le 28 novembre 1854, le directeur des musées Longpérier se plaint de ne pas être tenu au courant et demande que Soulié suive la voie hiérarchique). Face aux commandes de portraits de contemporains par Napoléon III — qui poursuit le dessein de Louis-Philippe d'un musée « à toutes les gloires de la France » — il en vient à négocier la réduction des tableaux grands formats qu'il juge démesurés : d'une toile d'Henri Durand-Brager large de cinq mètres, il demande, à l'indignation du peintre, qu'elle soit réduite à trois.
Son intérêt pour Versailles se concentre autour des Grands Appartements, galerie des Glaces, chapelle royale et autres lieux où pourrait être restitué l'esprit d'une résidence royale sous l'Ancien Régime. En ce sens, la notice que lui consacre aujourd'hui l'Institut national d'histoire de l'art souligne qu'Eudore Soulié, premier d'une longue lignée de conservateurs, préfigure ce que réaliseront ses successeurs tels Pierre de Nolhac, Gaston Brière et Gérald Van der Kemp. Le manque de fonds et le souhait de Napoléon III de laisser son empreinte à Versailles font qu'aucune œuvre historique majeure n'entre dans les collections et que peu d'aménagements sont réalisés sous sa direction.
Seules, trois salles sont créées à Versailles sous le Second Empire, à l'époque d'Eudore Soulié. L'une est dédiée à la campagne d'Italie, l'autre à celle de Crimée et la troisième à la famille impériale, de Lætitia Bonaparte à Napoléon III (salle inaugurée le 30 avril 1865).
Une des actions majeures de Soulié est la réalisation du premier catalogue des collections du château : aucun travail de ce type n'avait jamais été réalisé avant lui. Fruit d'un travail de recherche considérable, ce catalogue historique est édité en 1851 et plusieurs fois réédité. Soulié s'y applique notamment à retracer l'historique de la collection de sculptures, y compris celles des jardins. Il en dirige d'ailleurs, ensuite, les premières restaurations scientifiques jamais effectuées.
La guerre de 1870 et la chute de l'Empire constituent une période troublée pour Versailles. L'armée prussienne occupe le château où, le 18 janvier 1871, les représentants de Guillaume Ier proclament l'Empire allemand dans la galerie des Glaces. Alors que le palais se transforme en hôpital, Eudore Soulié court en tous sens pour limiter vols et dégradations. L'arrivée du gouvernement Thiers n'arrange rien, les parlementaires français investissent les lieux. La santé d'Eudore Soulié se dégrade et il meurt prématurément à son poste, le 29 mai 1876, à l'âge de 59 ans. Louis Clément de Ris lui succède.

## Famille
Eudore Soulié est le beau-père du dramaturge Victorien Sardou auquel il marie sa fille peu après la guerre de 1870. Victorien Sardou devient le premier président de la Société des amis de Versailles à sa création le 19 décembre 1907.